# Ponto de divergência
Na discussão de história contrafactual, um ponto de divergência (PDD) é um evento histórico com duas conseqüências possíveis. De forma típica, elas representam o curso real dos eventos históricos (Napoleão perdeu a Batalha de Waterloo) e outra, tal como Napoleão venceu a Batalha de Waterloo.
Em ficção de história alternativa, o PDD é utilizado como ponto de partida para a extrapolação. Por exemplo, em The Man in the High Castle de Philip K. Dick, o ponto de divergência é o assassinato de Franklin D. Roosevelt em 1933. Em A Ética da Traição, de Gerson Lodi-Ribeiro, o PDD é a derrota do Brasil na Guerra do Paraguai (embora lá, como cá, Dom Pedro II tenha de partir para o exílio).
Uma teoria do multiverso propõe que PDDs ocorrem todo o tempo, com uma infinita variedade de conseqüências possíveis, cada qual criando um universo, tendo isto sido usado como premissa para uma série de televisão estadunidense dos anos 1990, Sliders.